# Carl Ludwig Willdenow
Carl Ludwig (von) Willdenow (født 22. august 1765 i Berlin, død 10. juli 1812 sammesteds) var en tysk botaniker.
Willd. er standardforkortelsen (autornavnet), i forbindelse med et botanisk navn. Det er f.eks. en del af autornavnet for Pleurozium schreberi (Trind Fyrremos).